# Albert Birkle
Albert Birkle (* 21. April 1900 in Berlin-Charlottenburg; † 29. Januar 1986 in Salzburg) war ein österreichisch-deutscher Maler und Zeichner.

## Leben
Albert Birkle wurde 1900 als erster Sohn eines gutbürgerlichen, den Künsten gegenüber aufgeschlossenen Elternhauses in Berlin-Charlottenburg geboren. Birkles Großvater mütterlicherseits war Gustav Bregenzer, Hofmaler im hohenzollerischen Sigmaringen, der besonders Landschaften im Stil zwischen Realismus und Biedermeier gestaltete und der Birkle auf seinem Weg entscheidend half. Herkunft und Jugend des Malers waren eng mit Sigmaringen und dem oberen Donautal verbunden.
Albert Birkle diente zunächst als Soldat im Ersten Weltkrieg. Nach Kriegsende machte er im väterlichen Betrieb eine Lehre als Dekorationsmaler. Von 1918 bis 1924 studierte er bei Ferdinand Spiegel und Paul Plontke an der Hochschule der Künste in Berlin-Charlottenburg. Als jüngstes Mitglied fand Birkle 1921 Aufnahme in der Berliner Secession; später wurde er in die von Max Liebermann als Präsident geleitete Preußische Akademie der Künste aufgenommen. 1924 heiratete Birkle die Kunstgewerblerin Elisabeth Starosta. Unmittelbar nach dem Hochschulabschluss 1924 wurde er Meisterschüler von Arthur Kampf an der Preußischen Akademie der Künste. Während dieser Studienjahre bis 1927 formte er einen religiös-sozialkritischen Realismus mit neusachlichen Zügen aus, der vor allem in seinen eigenwilligen Charakterköpfen karikaturistische Momente annahm.
1924 hatte er seine erste große Kollektivausstellung im Künstlerhaus Berlin, weitere Ausstellungen in Berlin und anderen deutschen Städten folgten 1929 und 1932. 1927 fand in Berlin die erste Einzelausstellung in der Galerie Hinrichsen statt. Im selben Jahr lehnte Birkle die Berufung an die Kunstakademie Königsberg ab, um Aufträge für kirchliche Wandmalereien unter anderem in Geislingen und Kattowitz ausführen zu können. Albert Birkle unternahm zahlreiche Studienreisen, unter anderem nach Österreich, Italien, Polen, Dänemark, Norwegen und Frankreich.
Die politischen Turbulenzen im Vorfeld der Machtergreifung durch die Nationalsozialisten bewogen den Künstler, der Reichshauptstadt den Rücken zu kehren; er siedelte 1932 mit seiner Familie ins österreichische Salzburg über. Die finanzielle Unterstützung durch einen engagierten Sammler, M. Neumann aus Thüringen, erleichterte diesen Schritt. Birkle konnte zu dieser Zeit bereits ein umfangreiches frühes Schaffenswerk vorweisen. Zwischen Expressionismus und Neuer Sachlichkeit stehend und oft ins Phantastische überzeichnet, wird vielfach ein direkter und enger Bezug zur christlichen Passion erkennbar. Sein Werk Große Kreuzigung erregte bereits 1922 großes Aufsehen. Gleichwohl zeigte sich Birkle weiterhin bestrebt, den Ausstellungsbetrieb in Berlin nicht zu vernachlässigen. Regelmäßig beschickte er die Jahresausstellungen der Berliner Akademie sowie des Vereins Berliner Künstler.
In den 1930er Jahren verlieren sich in Birkles Werk die sozialkritisch zugespitzten Tendenzen; Landschaften und Industriemotive werden stimmungshafter und monumentaler. Die Haltung des NS-Regimes ihm gegenüber blieb unterdessen lange ambivalent. Nachdem Birkle noch 1936 Deutschland auf der Biennale di Venezia vertreten durfte, mussten die dort gezeigten Bilder ein Jahr später auf persönlichen Befehl Adolf Hitlers vor einer Ausstellungseröffnung im Haus der Kunst in München entfernt werden. Einige frühere Werke Birkles galten den Nazis als „entartet“, und 1937 wurde in der Nazi-Aktion „Entartete Kunst“ aus dem Provinzialmuseum Hannover seine Zeichnung „Frauenkopf“ beschlagnahmt und 1938 in der Berliner Kunsthalle auf der Ausstellung „Entartete Kunst“ gezeigt. Somit war der Künstler in Ungnade gefallen, konnte jedoch durch seine guten Beziehungen und die Protektion Josef Thoraks erreichen, dass ein vorübergehend gegen ihn verhängtes Veröffentlichungsverbot wieder aufgehoben wurde. Gleichzeitig erhielt er noch öffentliche Aufträge, darunter die Gestaltung von Wandbildern und das Fresko Das dionysische Fest für das Berliner Schillertheater und von Glasfenstern für das Reichsluftfahrtministerium in Berlin. 1938 und 1941 und 1942 konnte Birkle an der Großen Deutschen Kunstausstellung in München mit insgesamt sechs Bildern teilnehmen.
Zu Beginn des Zweiten Weltkriegs meldete sich Birkle freiwillig zum Reichsarbeitsdienst und entging so vorübergehend dem Militärdienst. Als Kriegsmaler führte der überzeugte Pazifist einen Freskoauftrag in der Glasenbachkaserne bei Salzburg aus, wurde dann als Kriegsberichterstatter von 1941 bis 1943 nach Frankreich geschickt, doch musste er 1944 wieder einrücken. Bei der Ausstellung „Deutsche Künstler und die SS“ 1944 in Salzburg wurde sein Bild Winter in Salzburg ausgestellt.
Birkle erhielt 1946 die österreichische Staatsbürgerschaft. Die traumatischen Erlebnisse seines Kriegsdienstes verarbeitete er in seinem graphischen Zyklus De profundis, einem Werk von monumentalem Umfang und Anspruch, das ihn über viele Jahre beschäftigte. In der Thematik ging Birkle darin weit über die Reflexion konkreten Zeitgeschehens hinaus; vielmehr schien er darin trotz der entschieden vorgetragenen Sozialkritik das Leid im metaphysischen Sinn auch als Grundbedingung menschlicher Existenz zu erahnen. Demgegenüber trat die Ölmalerei deutlich zurück.
Nach Kriegsende erhielt Birkle immer mehr Aufträge für die Gestaltung von Glasfenstern. Er wirkte vor allem als religiöser Glasmaler, der mit der aus Frankreich stammenden „Dallglas-Technik“ neue Wege beschritt. Darunter waren Werke für die Bürgerspitalkirche St. Blasius und die Christuskirche in Salzburg sowie die Stadtpfarrkirche zum Heiligen Blut in Graz. Der tief religiöse Künstler hatte sich damit ein Betätigungsfeld erschlossen, über das er sich in seinem künstlerischen Selbstverständnis inzwischen entschiedener definierte als jemals über die Malerei seiner Anfänge, und dem er während der folgenden Jahrzehnte uneingeschränkte Priorität einräumte.
Erst als die Kunstöffentlichkeit ein Revival seines malerischen Werks aus den zwanziger Jahren zelebrierte, fand er zu seinem alten Medium zurück. In seinen späten Ölbildern griff er noch einmal die Thematik der zwanziger Jahre auf; in der ungleich leuchtenderen Palette und der ungewohnten Formbehandlung allerdings reflektierte er unleugbar seine jahrzehntelange Erfahrung in der Glasmalerei.
1958 wurde Birkle der Professorentitel verliehen. Die 1950er und 1960er Jahre waren erfüllt von einem intensiven Schaffen auf dem Gebiet der Glasmalerei. Es entstanden bedeutende Werke und Fensterzyklen religiös-dekorativer Prägung. Im expressiven malerischen und zeichnerischen Spätwerk griff Birkle, sich als „Chronist der Zeit“ verstehend, auf frühere Motive der 1920er und 1940er Jahre und deren sozialkritische Tendenzen zurück. Auch in seinen biblischen Darstellungen findet sich das Mittel des kritischen Zeitkommentars wieder. Von 1968 bis 1978 schuf Albert Birkle einen Fensterzyklus aus fünf großen Glasfenstern für die National Cathedral in Washington, D.C. Er erhielt als einziger europäischer Künstler den Auftrag.
Am 29. Januar 1986 starb Albert Birkle in Salzburg, die Albert-Birkle-Straße im Stadtteil Glas erinnert noch heute an ihn.

## Werke

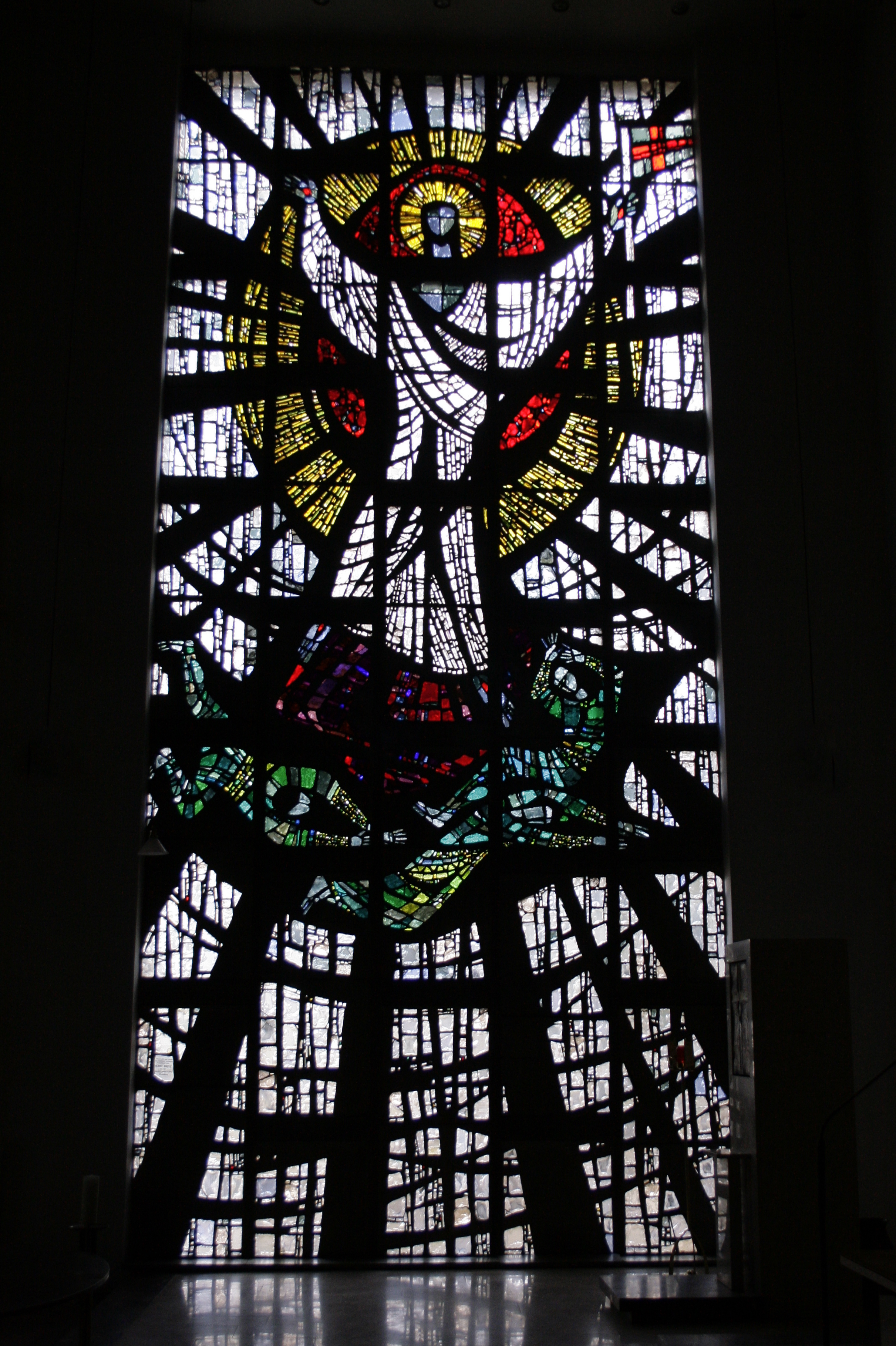
Bleiglasfenster Auferstandener Christus, Christkönigskirche in Graz-Wetzelsdorf (1958/59)

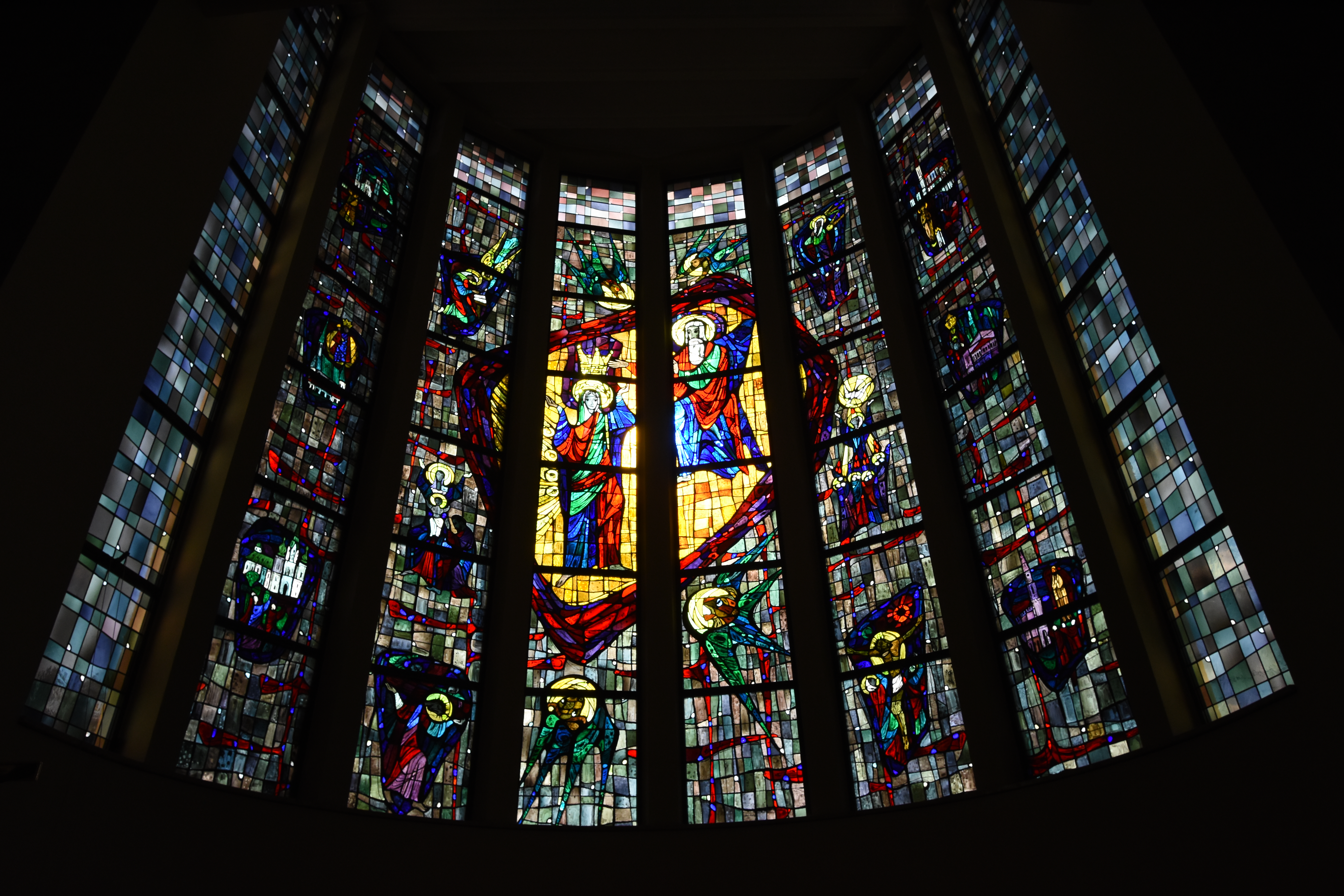
Glasbild Pfarrkirche Pölfing-Brunn

Bekannt sind seine vielen kirchlichen Glasfenster, so in der evangelischen Christuskirche oder der Bürgerspitalskirche St. Blasius in Salzburg. Aber auch in Graz, in Dornbirn-Rohrbach St. Christophorus, in der Konstanzer Maria Hilfekirche, für die Kirchen von Herrenberg und Weitingen, sowie Washington, D.C. schuf er Kirchenfenster, die hier im auffallend kräftigen Stil und voll intensiver Leuchtkraft gehalten sind.

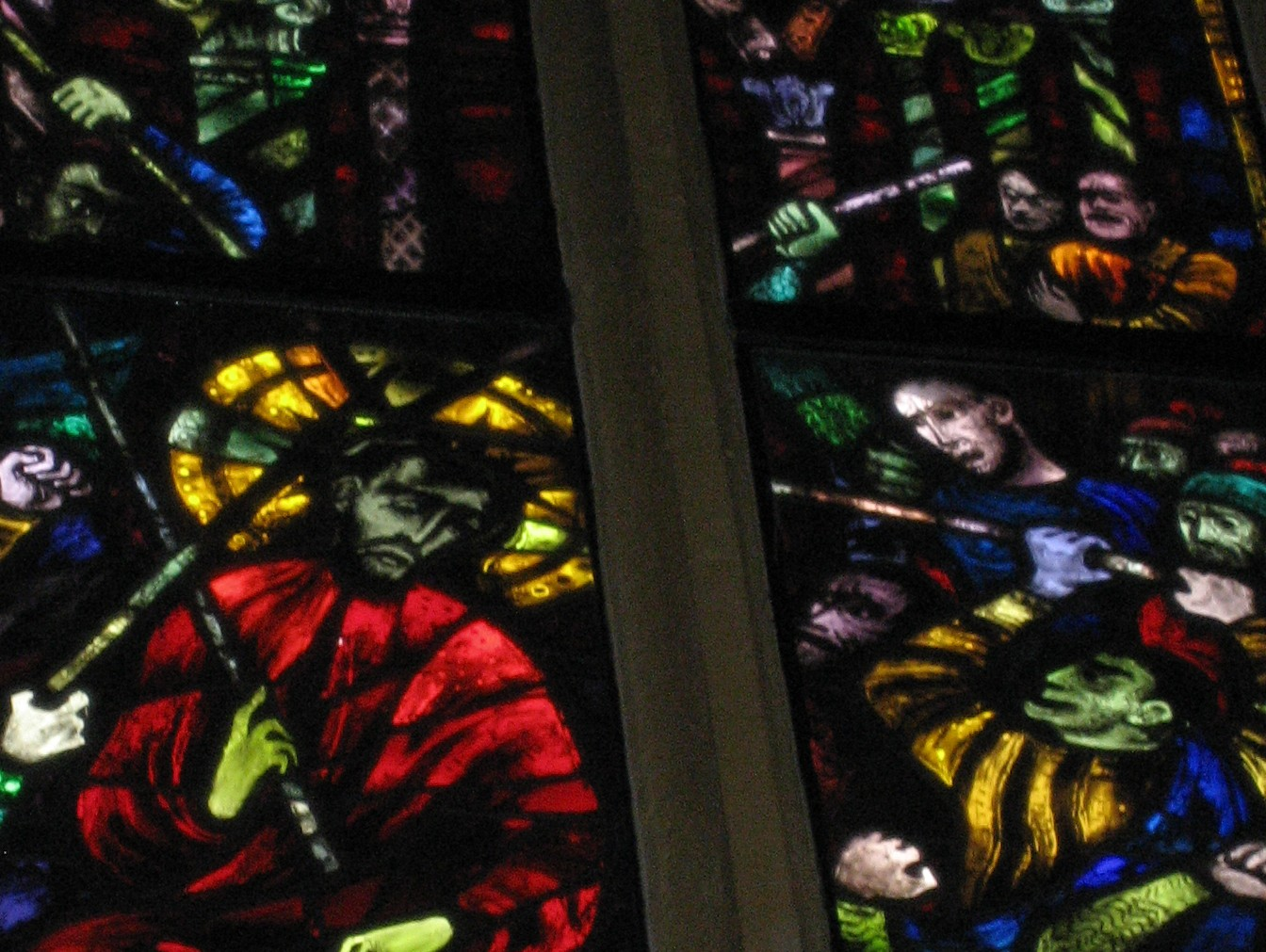
Stadtpfarrkirche Graz: Fenster im Chor, rechts oben Hitler und Mussolini

In seinen Bildern setzte es sich vor allem mit dem Menschen in seiner Umwelt auseinander. Er prangerte vor allem Arbeiterelend, Großstadtlaster und Entmenschlichung an. Diese Darstellung von Glanz und Elend waren für ihn elementarer Auftrag. So malte er in Oberschlesien arme Frauen, die im Winter barfuß zur Arbeit gingen, er malte die vom Licht abgewandten Blinden, die Arbeiter unter der Last der Maschine (ein Motiv, das sich dem Künstler immer wieder stellte), er malte bleiche Menschen unter roten Fahnen, Menschen und Soldaten als kraftlos-ferngesteuerte Marionetten und er malte das Elend der Vertriebenen. Im Luftschutzkeller, Die Mütter, und Ausgebombt sind neben Hitlers Einzug in Österreich anklagende Bilder aus der Zeit des Zweiten Weltkrieges.
In der Grazer Stadtpfarrkirche wurden seine Glasfenster in den 1950er-Jahren zum Skandal, denn sie zeigen Hitler und Mussolini an der Seite der Peiniger Christi.
Birkle gestaltete aber auch in lyrisch-verklärten Landschaftsbildern ein Lob der Berge und Wälder und der Naturschönheiten. Auch seine stimmungsvollen Stadtbilder, vor allem aus dem alten Breslau und aus der Stadt Salzburg sind bekannt. Ins Gespenstisch-Phantastische gehen seine Bilder vom Zauberer Merlin, sein Bild der schönen Perchten und des Erlenkönigs. Bekannt sind weiters seine Porträts.
- 1961: Glasbild im Chor der Pfarrkirche Pölfing-Brunn in der Steiermark
- 1964: Zwei Glasbetonfenster in der Taufkapelle der Pfarrkirche Amstetten – St. Stephan[6]